# Dana Schoenfield
Dana Schoenfield (n. 13 august 1953, Harvey⁠(d), Illinois, SUA) este o înotătoare americană, medaliată olimpică. A participat la o ediție a Jocurilor Olimpice (1972) în care a câștigat două medalii de argint.